# Gonomyia monura
Gonomyia monura är en tvåvingeart som beskrevs av Alexander 1961. Gonomyia monura ingår i släktet Gonomyia och familjen småharkrankar. Inga underarter finns listade i Catalogue of Life.